# Винковачка култура
Винковачка култура (такође и култура Шомођвар – енгл. Somogyvár-Vinkovci culture) је регионална култура раног бронзаног доба (2000 г. п.н.е. - 1600 г. п.н.е.) у оквиру великог културног комплекса Шомођвар–Винковци, распрострањена на територији Славоније, у Срему, од Блатног језера до Црне Горе и од Подриња до Поморавља. Ову културу је дефинисао археолог Стојан Димитријевић, 1966. године, на археолошком налазишту на локалитету Тржница у Винковцима. Винковачка група је настала на традицијама касноенеолитског вучедолског комплекса уз мешавину са новим елементима које доноси бронзано доба.

## Значајни локалитети
- Градина на Босуту
- Врдник — Пећине
- Вучедол
- Градина у Остриковцу
- Винковци

## Керамика
Керамика има уобичајену фактуру типичну за подунавско балкански комплекс раног бронзаног доба. Најтипичнју појаву у финој керамици представљају трбушасти крчази са високи цилиндричним вратом и једном тракастом дршком која спаја врат и трбух суда.
Карактеристични керамички облици су:
- пехари са једном дршком која креће ниже од обода
- мали конични, издужени пехари са две тракасе дршке на ободу тзв. „посуде за млеко“
- велики лонци
- зделе (више типова, са косо засеченим или проширеним ободом)
- крчази са цилиндричним вратом и биконичним трбухом

Карактеристичан је метличасти орнамент. Орнаментика је веома сиромашна, јавља се намерно огрубљивање посуда, али је и то била ретка појава, што се може објаснити презасићеношћу орнаментиком керамике у претходном периоду и тежњом за јасним и чистим формама.

## Насеља
Винковачка група има насеља која су на високим речним терасама или доминантним ћувицима. Предпоствља се да су куће биле коцкасте, надземне колибе са зидовима од колаца и грана, а подови су били земљани. Податке о сахрањивању имамо са локалитета Белегиш, где су откривена четири гроба. Примењује се и инхумација и кремација. Код скелетног сахрањивања покојници су у згрченом положају, на левом боку са прилозима у висини ногу. Код кремације остаци су у урни.